# Bruselský grifonek
Bruselský grifonek (francouzsky: Griffon Bruxellois, anglicky: Brussels Griffon) je malé psí plemeno pocházející z Belgie.

## Historie
Předkem bruselského grifonka byl malý hrubosrstý psík zvaný "Smousje", který je rovněž předkem Belgického grifonka a Brabantíka. K vyšlechtění bruselského grifonka byli pravděpodobně použiti holandský pinč , opičí a stájový pinč a mops. Původně byl určen pro boj s hlodavci, především s krysami. Je známý již od 19. století. V roce 1880 byl vybrán za nejlepšího psa výstavy, která se v tomto roce konala v Bruselu.

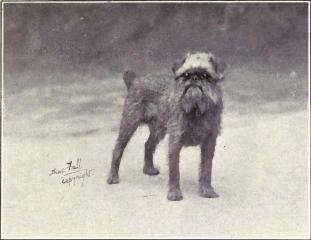
Bruselský grifonek 1915

## Vzhled
Bruselský grifonek má v kohoutku v rozmezí 21 až 28 cm, váha se pohybuje mezi 3 a 5 kg. Při pohledu z boku se zdá, že brada, čenich a čelo leží v rovině. Dolní čelist je vysunutá dopředu, tvoří výrazný předkus. Srst je od přírody hrubá, lehce vlnitá, ale ne kudrnatá, délka srsti má být okolo 2 cm. Její barva je světle rezavá a kaštanová s nádechy červené či černé. Bohaté rudé vousy dávají obličeji bystrý vzhled.

## Povaha
Bruselský grifonek je velmi živý, ostražitý, zvědavý a pozorný pes. Vztah k pánovi lze u grifonka charakterizovat jako citovou závislost. K rodině je také velmi přítulný a milý. Velmi dobře dokáže rozpoznat, kdo je na návštěvě vítán, a kdo ne. Ostatní zvířata v domě mu nevadí, dokáže se dokonce velmi dobře smířit i s kočkou. Má velmi dobrý vztah s dětmi a ochotně se zapojuje i do všech dětských her.